# Emma Dahlström
Emma Dahlström (* 19. Juli 1992 in Torsby) ist eine ehemalige schwedische Freestyle-Skierin. Sie startete in den Disziplinen Slopestyle und Big Air.

## Werdegang
Dahlström nimmt seit der Saison 2010 an Wettbewerben der AFP World Tour teil. Dabei holte sie im März 2011 bei den European Freeski Open in Laax ihren ersten Sieg. Bei den Freestyle-Skiing-Weltmeisterschaften 2011 in Park City belegte sie den 13. Platz. Ihr erstes Weltcuprennen absolvierte sie im Februar 2013 in Silvaplana, welches sie auf den vierten Rang beendete. Im Januar 2014 erreichte sie mit dem zweiten Platz in Breckenridge ihre erste Weltcuppodestplatzierung. Zum Saisonende in Silvaplana folgte ein weiterer zweiter Platz und damit schließlich der zweite Platz im Slopestyle-Weltcup. Bei ihrer ersten Olympiateilnahme 2014 in Sotschi wurde sie Fünfte im erstmals ausgetragenen Slopestyle-Wettbewerb. Zu Beginn der Saison 2014/15 kam sie bei The North Face Freeski Open of New Zealand in Cardrona und bei der Winter Dew Tour in Breckenridge auf den zweiten Platz. Im weiteren Saisonverlauf holte sie in Park City ihren ersten Weltcupsieg und belegte in Silvaplana den zweiten Platz. Bei den Winter-X-Games 2015 in Aspen gewann sie die Goldmedaille. Die Saison beendete sie auf dem ersten Platz im Slopestyle-Weltcup und den ersten Rang in der AFP World Tour Slopestylewertung. Zu Beginn der Saison 2015/16 kam sie bei der Winter Dew Tour in Breckenridge auf den dritten Platz im Slopestyle. Im weiteren Saisonverlauf errang sie beim Weltcup und U.S. Grand Prix in Mammoth den dritten Platz, beim Weltcup und U.S. Grand Prix in Boston den zweiten Rang im Big Air und beim Weltcup im Bokwang Phoenix Park in Pyeongchang den dritten Platz im Slopestyle. Bei den Winter-X-Games 2016 in Aspen wurde sie Sechste im Slopestyle. Im Februar 2016 gewann sie bei den X-Games Oslo 2016 in Oslo die Bronzemedaille im Big Air. Zum Saisonende siegte sie beim Weltcup in Silvaplana im Slopestyle und erreichte abschließend den siebten Platz im Gesamtweltcup und den zweiten Rang im Slopestyle-Weltcup. Im April 2017 wurde sie in Kläppen schwedische Meisterin im Big Air. In der folgenden Saison holte sie drei Weltcupsiege im Big Air. Zudem wurde sie zweimal Zweite und gewann zum Saisonende den Big Air Weltcup. Außerdem kam sie im Slopestyle-Weltcup auf den fünften Platz und im Gesamtweltcup auf den zweiten Rang. Bei den Winter-X-Games 2017 wurde sie jeweils Sechste im Slopestyle und im Big Air und bei den X-Games Norway 2017 in Hafjell Achte im Slopestyle und Fünfte im Big Air. Mitte März 2017 holte sie bei den Freestyle-Skiing-Weltmeisterschaften in Sierra Nevada die Silbermedaille im Slopestyle. Im folgenden Jahr errang sie bei den Winter-X-Games den fünften Platz im Slopestyle und bei den Olympischen Winterspielen in Pyeongchang den 11. Platz im Slopestyle.